# Dorylus brevis
Dorylus brevis is een mierensoort uit de onderfamilie van de Dorylinae. De wetenschappelijke naam van de soort is voor het eerst geldig gepubliceerd in 1919 door Santschi.